# Iwajuku
Iwajuku (岩宿遺跡, Iwajuku iseki) és un jaciment arqueològic situat a Midori, a la prefectura de Gunma al Japó. El lloc va ser dissenyat el 1949 per l'arquitecte aficionat Tadahiro Aizawa, que va confirmar l'existència de dos estrats culturals, contenint petits projectes com a llocs de projectils i fulles fetes d'obsidiana i àgata datades del període paleolític japonès.
Aquest descobriment desafia la teoria vigent aleshores segons la qual l’ocupació humana de l’arxipèlag japonès comença al període Jomon i indica que els humans hi han viscut al 10è mil·lenni aC., o des del final de l'última era glacial.
El lloc va ser designat lloc històric nacional per l'Agència d'Afers Culturals el 1979.